# Querétaro (stat)
Querétaro este unul din cele 31 de state federale ale Mexicului.